# Reculver
Reculver är en ort i distriktet Canterbury, i Storbritannien. Den ligger i grevskapet Kent och riksdelen England, i den sydöstra delen av landet, 90 km öster om huvudstaden London. Reculver ligger 3 meter över havet och antalet invånare är 135. Reculver var en civil parish fram till 1934 när blev den en del av Herne Bay. Civil parish hade 829 invånare år 1931. Byn nämndes i Domedagsboken (Domesday Book) år 1086, och kallades då Roculf.
Terrängen runt Reculver är platt. Havet är nära Reculver åt nordväst. Runt Reculver är det mycket tätbefolkat, med 1 135 invånare per kvadratkilometer. Närmaste större samhälle är Herne Bay, 4,8 km väster om Reculver. Trakten runt Reculver består till största delen av jordbruksmark.